# Старший судостроитель
Старший судостроитель
Старший судостроитель — должностное звание на русском императорском флоте, соответствовало 6-му классу Табели о рангах.

## История
Звание было введено в 1886 году Указом императора Александра III при реорганизации Корпуса корабельных инженеров. В соответствии с Положением о корабельных инженерах и инженер-механиках флота звание старшего судостроителя было введено взамен звания полковника.
Звание относилось к 6-му классу Табели о рангах, вышестоящим для него было звание инспектора кораблестроения, нижестоящим для него было звание младшего судостроителя.
Звание старший судостроитель присваивалось приказами генерал-адмирала или главного управляющего морским ведомством. Также старшие судостроители могли назначаться в качестве флагманских корабельных инженеров при командующих флотами.
Для данного звания было установлено титулование «ваше высокоблагородие», по нему могло жаловаться потомственное дворянство.
К категории старшего судостроителя относились должности — в Морском Техническом комитете: начальник чертёжной, старший делопроизводитель, главный техник-ревизор (по одной должности), главные корабельные инженеры (4) и старшие судостроители (8) в портах Кронштадтском, С.-Петербургском, Николаевском и Владивостокском.
Для производства в звание старшего судостроителя помимо выслуги пятилетнего ценза претендент должен был в период выслуги этого ценза самостоятельно руководить строительством корабля водоизмещением не менее 2500 тонн, этому требованию не обязаны были соответствовать те корабельные инженеры, которые самостоятельно спроектировали корабль 1-го ранга.
За руководство строительством крупных кораблей старшие судостроители получали дополнительно ко всем денежным выплатам ещё по 450 рублей за каждые 3000 тонн водоизмещения, но не более 1350 рублей за год, причём в случае выхода в отставку или смерти корабельного инженера эта доплата сохранялась в виде пенсии ему или его наследникам.
Старшие судостроители могли служить на действительной службе до достижения предельного возраста — «до пятидесяти восьми лет от роду».
В 1908 году особые звания Корпуса были упразднены, а корабельные инженеры опять приравнены к прочим офицерам флота, служившим «по Адмиралтейству», соответственно старшие судостроители были переаттестованы в полковники корпуса корабельных инженеров.

## Старшие судостроители
- Арцеулов, Николай Алексеевич — с 1860 года старший судостроитель Петербургского порта.
- Египтеос, Михаил Михайлович (1861−1932) — русский специалист в области кораблестроения, генерал-лейтенант Корпуса корабельных инженеров.
- Окунев, Михаил Михайлович — в 1860 старший судостроитель Кронштадтского, в 1868 Санкт-Петербургского портов.
- Субботин, Николай Александрович (1838—1901) — кораблестроитель, главный корабельный инженер Петербургского порта, генерал-майор.
- В. В. Максимов — в 1891 году старший судостроитель Нового Адмиралтейства.
- Кутейников, Николай Евлампиевич (1845—1906) — ученый-кораблестроитель, генерал-лейтенант.
- Гуляев, Эраст Евгеньевич (1846—1919) — учёный, кораблестроитель, первым в мире обосновал конструктивную защиту кораблей от подводных взрывов, генерал-лейтенант.
- Оффенберг, Владимир Христианович (1856—1927) — старший судостроитель с 1903 года. В 1911—1914 годах помощник начальника кораблестроительного отделения Главного управления кораблестроения, генерал-лейтенант.
- Мустафин, Александр Иванович (1850—1912) — генерал-лейтенант Корпуса корабельных инженеров.
- Скворцов, Дмитрий Васильевич (1856—1910) — кораблестроитель, генерал-майор Корпуса корабельных инженеров.
- Ратник, Ксаверий Ксаверьевич (1852—1924) — кораблестроитель, управляющий Балтийского завода, генерал-лейтенант.
- Тирнштейн, Юлий Карлович (1814—1862) — кораблестроитель, старший судостроитель Санкт-Петербургского порта, строитель первого в России гидравлического дока.